# Chiesa di San Vigilio (Rumo)
La chiesa di San Vigilio è la parrocchiale di Lanza e Mocenigo, frazioni di Rumo in Trentino. Appartiene alla zona pastorale delle Valli del Noce dell'arcidiocesi di Trento e risale al XIV secolo.

## Storia

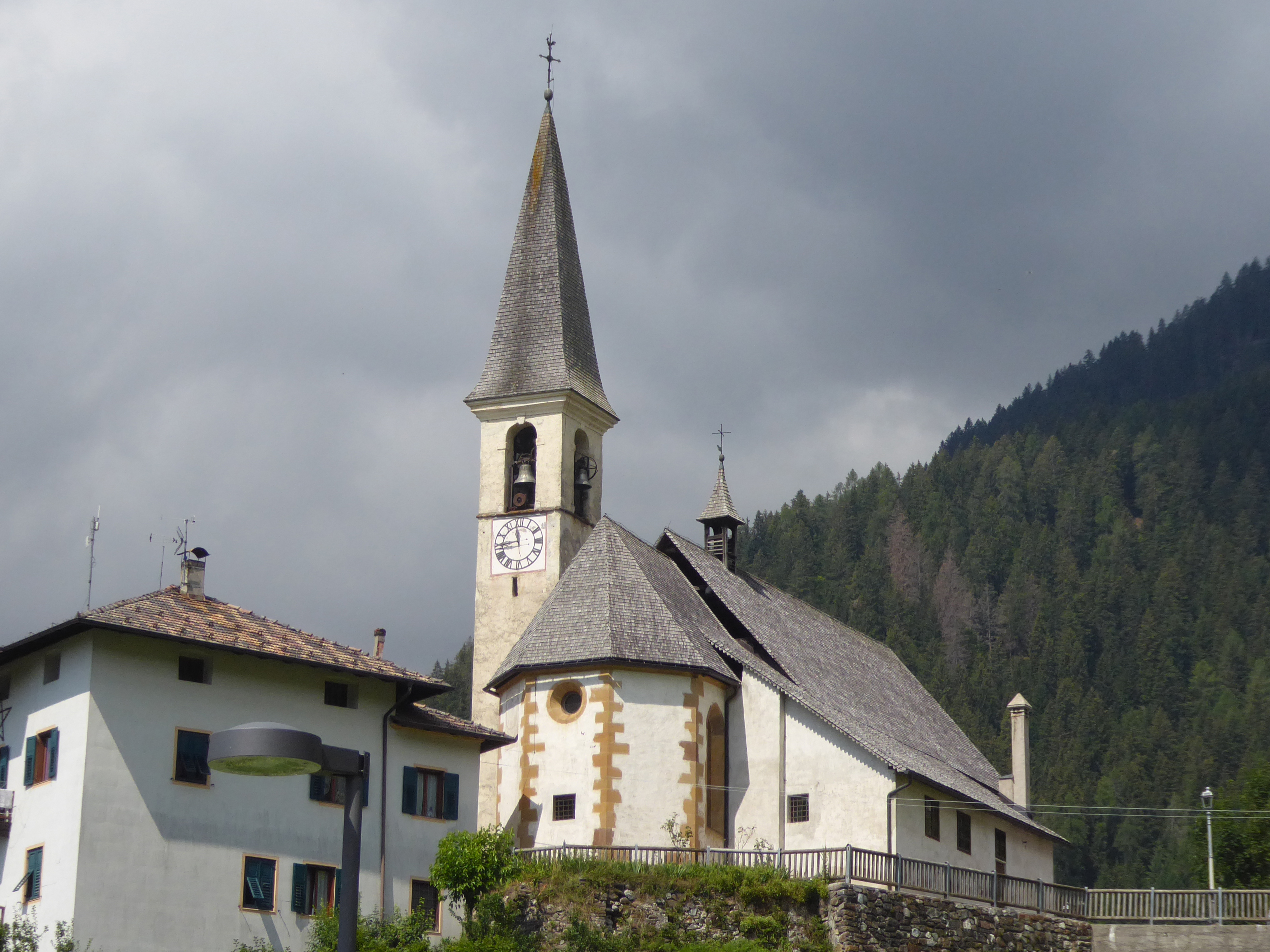
Chiesa di San Vigilio, vista della parte absidale e della torre campanaria.

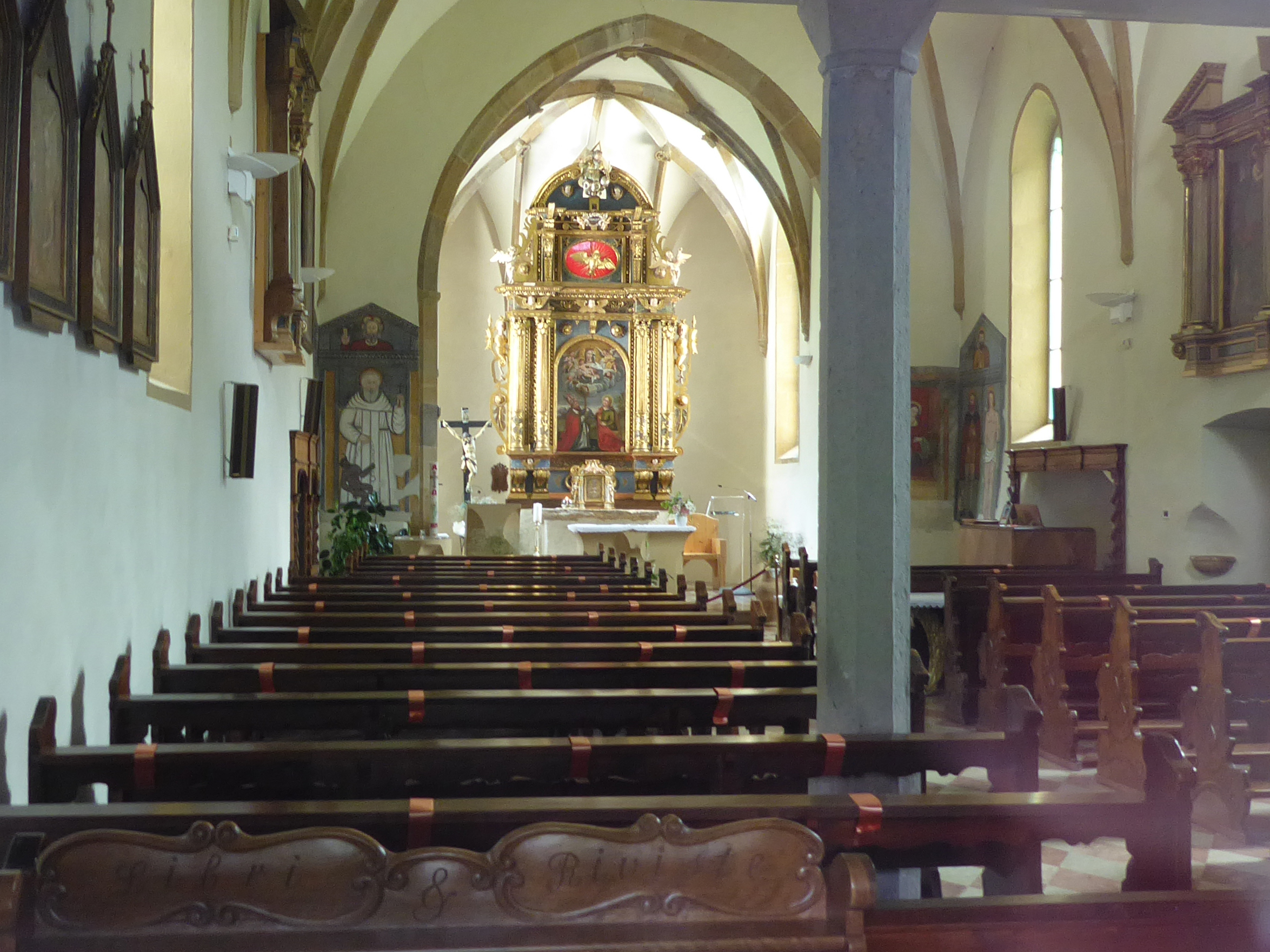
Interno

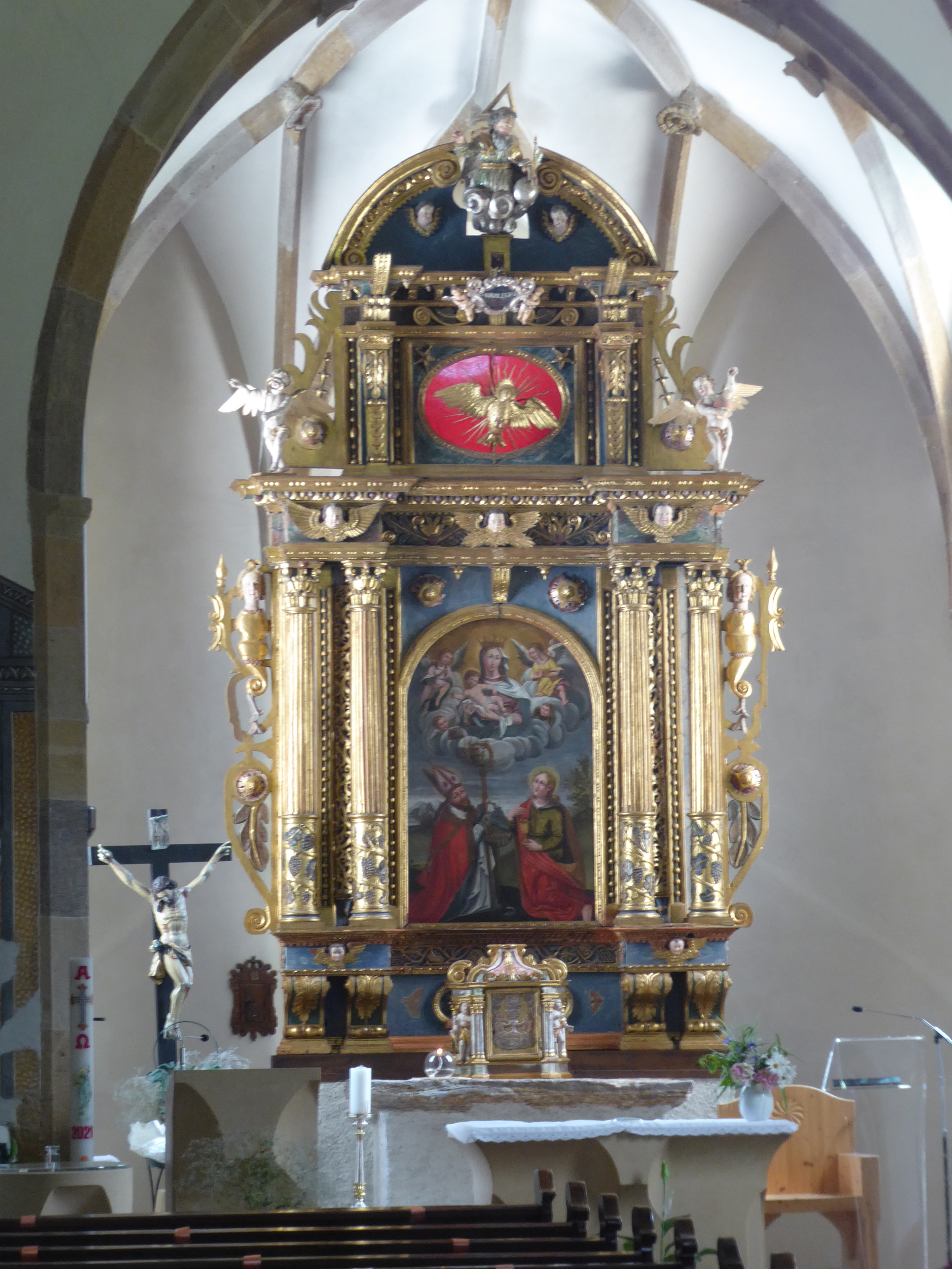
Presbiterio con altare maggiore.

Attorno al XIV secolo sul sito esisteva un piccolo una piccola cappella e nel secolo successivo il nuovo tempio era già stato eretto. La presenza di un altare venne documentata dai lavori che vi furono eseguiti. Nel 1486 venne fusa la prima campana destinata alla chiesa, nel 1501 fu consacrato l'altare dedicato ai Santi Rocco e Bernardo e tra il 1526 e il 1527 la sala venne ampliata con la costruzione di due campate e della parte absidale. Alla fine dei lavori venne celebrata la solenne consacrazione che fu per san Vigilio.
Una nuova consacrazione venne celebrata nel 1558 dopo lo spostamento dell'altare maggiore. La visita pastorale del 1579 documentò la presenza di tre altari. Nella seconda metà del XIX secolo la sala venne nuovamente ampliata con due nuove campate e l'edificio venne ritinteggiato.
All'inizio del secolo successivo fu arricchita di decorazioni e, nel 1911, venne elevata a dignità di chiesa parrocchiale.
L'adeguamento liturgico venne realizzato tra il 1995 e il 2000. La mensa verso il popolo si trova al centro del presbiterio, l'ambone è posizionato sulla sinistra, la sede del celebrante si trova sulla destra dell'altare maggiore storico, che mantiene il tabernacolo per la custodia eucaristica. Le balaustre erano già state rimosse nel 1966.

## Descrizione

### Esterni
La chiesa si trova in posizione elevata sull'abitato di Lanza. La facciata a capanna con due spioventi è semplice. Il portale ha una cornice lapidea con arco a tutto sesto e ai lati vi sono due piccole finestre. Sopra, in asse, un oculo porta luce nella sala. Sulla sinistra della struttura la scalinata esterna permette l'accesso alla cantoria. La torre campanaria si trova sulla destra in posizione arretrata. Le coperture sono in scandole di legno.

### Interni
La navata interna è unica e formata da quattro campate. In controfacciata si trova la cantoria in legno con due colonne poste a sostegno. Il presbiterio è leggermente rialzato. I tre altari lignei sono in stile barocco.